# Partido Operário Social-Democrata da Suécia
O Partido Operário Social-Democrata da Suécia (em sueco: Sveriges Socialdemokratiska Arbetareparti SAP), vulgarmente designado de Partido Social-Democrata, é um partido político social-democrata da Suécia, fundado em 1889.
A ideologia oficial do partido é a social-democracia e o socialismo democrático, aceitando a economia de mercado com um forte estado regulador, e um significativo setor público garantindo o estado social. Colabora ativamente com a Confederação Nacional de Sindicatos da Suécia, formando o chamado Movimento Operário Sueco.
A sua organização juvenil tem o nome de Juventude Social-Democrata Sueca, vulgarmente designada de SSU.
O partido publica a revista Aktuellt i Politiken.
Desde 4 de novembro de 2021, o seu líder é Magdalena Andersson.

## Recentes resultados

### Eleições parlamentares de 2014
Com 31% dos votos o Partido Social-Democrata foi o mais votado.
O Presidente do Parlamento da Suécia convidou então o líder do partido — Stefan Löfven — a formar um governo com apoio parlamentar e capacidade de ter um orçamento aprovado nessa assembleia.

Löfven anunciou que pretende formar uma coligação governamental com o Partido Verde, e ter uma colaboração pontual com outros partidos, tendo indicado à esquerda o Partido da Esquerda, e à direita o Partido do Centro e o Partido Liberal.

Igualmente, tenciona manter alguns amplos acordos parlamentares, incluindo mesmo os partidos conservadores Partido Moderado e Partido Democrata-Cristão.

### Eleições parlamentares de 2010
O partido recebeu 1 827 497 votos (30,66%, 112 assentos no Parlamento da Suécia).
Apesar de ter sido o partido mais votado, a coligação de centro-esquerda, em que estavam integrados os sociais-democratas, tiveram menos votos do que a coligação de centro-direita.

### Eleições europeias de 2009
O partido conseguiu 5 assentos no Parlamento Europeu.

### Eleições parlamentares de 2006
Nas eleições parlamentares de 2006 o partido recebeu 1942625 votos (34.99%, 130 assentos no Parlamento da Suécia).

## Resultados eleitorais

### Eleições legislativas (inclui os resultados para a Segunda Câmara entre 1893 e 1970)
| Data    | Líder               | CI.                       | Votos                     | %                         | +/-                       | Deputados | +/-     | Status            |
| ------- | ------------------- | ------------------------- | ------------------------- | ------------------------- | ------------------------- | --------- | ------- | ----------------- |
| 1893    | Liderança coletiva  | Coligação com os Liberais | Coligação com os Liberais | Coligação com os Liberais | Coligação com os Liberais | 0 / 228   |         | Extra-parlamentar |
| 1896    | Claes Tholin        | Coligação com os Liberais | Coligação com os Liberais | Coligação com os Liberais | Coligação com os Liberais | 1 / 230   | 1       | Oposição          |
| 1899    | Claes Tholin        | Coligação com os Liberais | Coligação com os Liberais | Coligação com os Liberais | Coligação com os Liberais | 1 / 230   | Estável | Oposição          |
| 1902    | Claes Tholin        | 3.º                       | 6 321                     | 3,5 / 100,0               |                           | 4 / 230   | 3       | Oposição          |
| 1905    | Claes Tholin        | 3.º                       | 20 677                    | 9,5 / 100,0               | 6,0                       | 13 / 230  | 9       | Oposição          |
| 1908    | Hjalmar Branting    | 3.º                       | 45 155                    | 14,6 / 100,0              | 5,1                       | 34 / 230  | 21      | Oposição          |
| 1911    | Hjalmar Branting    | 3.º                       | 172 196                   | 28,5 / 100,0              | 6,0                       | 64 / 230  | 9       | Oposição          |
| 03/1914 | Hjalmar Branting    | 3.º                       | 228 712                   | 30,1 / 100,0              | 1,6                       | 73 / 230  | 9       | Oposição          |
| 11/1914 | Hjalmar Branting    | 2.º                       | 266 133                   | 36,4 / 100,0              | 6,3                       | 87 / 230  | 13      | Oposição          |
| 1917    | Hjalmar Branting    | 1.º                       | 228 777                   | 31,1 / 100,0              | 5,3                       | 86 / 230  | 1       | Oposição          |
| 1920    | Hjalmar Branting    | 1.º                       | 195 121                   | 29,6 / 100,0              | 1,5                       | 75 / 230  | 11      | Governo           |
| 1921    | Hjalmar Branting    | 1.º                       | 630 855                   | 36,2 / 100,0              | 6,6                       | 93 / 230  | 18      | Governo           |
| 1924    | Hjalmar Branting    | 1.º                       | 725 407                   | 41,1 / 100,0              | 4,9                       | 104 / 230 | 11      | Oposição          |
| 1928    | Per Albin Hansson   | 1.º                       | 873 931                   | 37,0 / 100,0              | 4,1                       | 90 / 230  | 14      | Oposição          |
| 1932    | Per Albin Hansson   | 1.º                       | 1 040 689                 | 41,7 / 100,0              | 4,7                       | 104 / 230 | 14      | Governo           |
| 1936    | Per Albin Hansson   | 1.º                       | 1 338 120                 | 45,9 / 100,0              | 4,1                       | 112 / 230 | 8       | Governo           |
| 1940    | Per Albin Hansson   | 1.º                       | 1 546 804                 | 53,8 / 100,0              | 7,9                       | 134 / 230 | 22      | Governo           |
| 1944    | Per Albin Hansson   | 1.º                       | 1 436 571                 | 46,6 / 100,0              | 7,2                       | 115 / 230 | 19      | Governo           |
| 1948    | Tage Erlander       | 1.º                       | 1 789 459                 | 46,1 / 100,0              | 0,5                       | 112 / 230 | 3       | Governo           |
| 1952    | Tage Erlander       | 1.º                       | 1 742 284                 | 46,1 / 100,0              | Estável                   | 110 / 230 | 2       | Governo           |
| 1956    | Tage Erlander       | 1.º                       | 1 729 463                 | 44,6 / 100,0              | 1,5                       | 106 / 230 | 4       | Governo           |
| 1958    | Tage Erlander       | 1.º                       | 1 776 667                 | 46,2 / 100,0              | 1,6                       | 111 / 230 | 5       | Governo           |
| 1960    | Tage Erlander       | 1.º                       | 2 033 016                 | 47,8 / 100,0              | 1,6                       | 114 / 230 | 3       | Governo           |
| 1964    | Tage Erlander       | 1.º                       | 2 006 923                 | 47,3 / 100,0              | 0,5                       | 113 / 230 | 1       | Governo           |
| 1968    | Tage Erlander       | 1.º                       | 2 420 242                 | 50,1 / 100,0              | 2,8                       | 125 / 230 | 12      | Governo           |
| 1970    | Olof Palme          | 1.º                       | 2 256 369                 | 45,3 / 100,0              | 4,8                       | 163 / 350 | 38      | Governo           |
| 1973    | Olof Palme          | 1.º                       | 2 247 727                 | 43,6 / 100,0              | 1,7                       | 156 / 350 | 7       | Governo           |
| 1976    | Olof Palme          | 1.º                       | 2 324 603                 | 42,7 / 100,0              | 0,9                       | 152 / 349 | 4       | Oposição          |
| 1979    | Olof Palme          | 1.º                       | 2 356 234                 | 43,2 / 100,0              | 0,5                       | 154 / 349 | 2       | Oposição          |
| 1982    | Olof Palme          | 1.º                       | 2 533 250                 | 45,6 / 100,0              | 3,4                       | 166 / 349 | 12      | Governo           |
| 1985    | Olof Palme          | 1.º                       | 2 487 551                 | 44,7 / 100,0              | 0,9                       | 159 / 349 | 7       | Governo           |
| 1988    | Ingvar Carlsson     | 1.º                       | 2 321 826                 | 43,2 / 100,0              | 1,5                       | 156 / 349 | 3       | Governo           |
| 1991    | Ingvar Carlsson     | 1.º                       | 2 062 761                 | 37,7 / 100,0              | 5,5                       | 138 / 349 | 18      | Oposição          |
| 1994    | Ingvar Carlsson     | 1.º                       | 2 513 905                 | 45,3 / 100,0              | 7,6                       | 161 / 349 | 23      | Governo           |
| 1998    | Göran Persson       | 1.º                       | 1 914 426                 | 36,4 / 100,0              | 8,9                       | 131 / 349 | 30      | Governo           |
| 2002    | Göran Persson       | 1.º                       | 2 113 560                 | 39,9 / 100,0              | 3,5                       | 144 / 349 | 13      | Governo           |
| 2006    | Göran Persson       | 1.º                       | 1 942 625                 | 35,0 / 100,0              | 4,0                       | 130 / 349 | 14      | Oposição          |
| 2010    | Mona Sahlin         | 1.º                       | 1 827 497                 | 30,7 / 100,0              | 4,3                       | 112 / 349 | 18      | Oposição          |
| 2014    | Stefan Löfven       | 1.º                       | 1 932 711                 | 31,0 / 100,0              | 0,3                       | 113 / 349 | 1       | Governo           |
| 2018    | Stefan Löfven       | 1.º                       | 1 724 056                 | 28,3 / 100,0              | 1,7                       | 100 / 349 | 12      | Governo           |
| 2022    | Magdalena Andersson | 1.º                       | 1 892 402                 | 30,5 / 100,0              | 2,2                       | 108 / 349 | 8       |                   |

#### Eleições europeias
| Data | CI. | Votos   | %            | +/- | Deputados    | +/- |
| ---- | --- | ------- | ------------ | --- | ------------ | --- |
| 1995 | 1.º | 752 817 | 28,1 / 100,0 |     | 7 / 22       |     |
| 1999 | 1.º | 657 497 | 26,0 / 100,0 | 2,1 | 6 / 22       | 1   |
| 2004 | 1.º | 616 963 | 24,6 / 100,0 | 1,4 | 5 / 19       | 1   |
| 2009 | 1.º | 773 513 | 24,4 / 100,0 | 0,2 | 5 / 186 / 20 | 1   |
| 2014 | 1.º | 899 074 | 24,2 / 100,0 | 0,2 | 5 / 20       | 1   |

## Figuras de destaque

### Líderes do partido
- 1896–07 Claes Tholin
- 1907–25 Hjalmar Branting
- 1925–46 Per Albin Hansson
- 1946–69 Tage Erlander
- 1969–86 Olof Palme
- 1986–96 Ingvar Carlsson
- 1996–07 Göran Persson
- 2007-11 Mona Sahlin
- 2011-12 Håkan Juholt
- 2012-21 Stefan Löfven
- 2021-   Magdalena Andersson